# Minous
Minous es un género de peces de la familia Synanceiidae, del orden Scorpaeniformes. Este género marino fue descrito científicamente en 1829 por Georges Cuvier.

## Especies
Especies reconocidas del género:
- Minous andriashevi Mandritsa, 1990
- Minous coccineus Alcock, 1890
- Minous dempsterae Eschmeyer, Hallacher & Rama Rao, 1979
- Minous inermis Alcock, 1889
- Minous longimanus Regan, 1908
- Minous monodactylus (Bloch & J. G. Schneider, 1801)
- Minous pictus Günther, 1880
- Minous pusillus Temminck & Schlegel, 1843
- Minous quincarinatus (Fowler, 1943)
- Minous trachycephalus (Bleeker, 1855)
- Minous usachevi Mandritsa, 1993
- Minous versicolor J. D. Ogilby, 1910